# 미스틱 피자
《미스틱 피자》(영어: Mystic Pizza)는 1988년 공개된 미국의 로맨틱 코미디 드라마 영화이다. 도널드 피트리의 장편 영화 감독 데뷔작이며 맷 데이먼의 영화 데뷔작이기도 하다. 애너베스 기시, 줄리아 로버츠, 릴리 테일러 등이 출연하였다.

## 줄거리
포르투갈계 미국인 자매 캣과 데이지 어룬조, 친구 조조 바보자는 코네티컷주 어촌 미스틱의 피자 가게 "미스틱 피자"의 종업원이다. 가게 주인 리오나는 집안에서 전해져 내려오는 특별한 포르투갈 향신료를 비법으로 쓰고 있다.  
화려한 미모의 데이지는 즐거움만 추구하며 태평하게 지내던 중 바에서 자신에게 반한 부잣집 아들 찰스를 만나기 시작하고 진지한 관계로 접어든다. 그러나 찰스가 자신을 집안에 반항하는 구실로 이용하자 데이지는 찰스를 차버린다.
명민하고 성실한 동생 캣은 예비 천문학자로, 부분 장학금과 함께 예일 대학교에 합격한 상태이며, 미스틱 피자 외에도 지역 포경 박물관 내 천체투영관 근무 등 여러 일을 동시에 하고 있다. 캣은 4살 피비의 베이비시터가 되면서 피비의 아버지인 예일대 출신 건축가 팀과 불륜 관계가 된다. 그러나 팀의 아내 니키가 영국에서 돌아오자마자 팀이 돌변하면서 캣은 현실을 마주하게 된다.
재치 있는 조조의 남자친구 빌은 조조가 자신과 관계를 하는 건 즐기지만 자신 한 사람에게만 충실하겠다는 결심은 좀처럼 하지 못하자 이별을 고한다.
한편 저명한 텔레비전 미식가가 미스틱 피자를 찾아와 피자를 맛보고 떠난 뒤 미스틱 피자 사람들은 걱정 반 기대 반으로 결과를 기다린다.
팀은 피비를 데리고 미스틱 피자에 찾아와 마을을 떠나게 됐음을 알리며 학비 충당에 도움이 될 수 있는 수표를 건넨다. 캣이 수표를 찢어버리자마자 미식가의 방송이 시작된다. 미식가가 "최상"이라는 표현을 쓰며 미스틱 피자의 피자에 4점 만점을 매기자 모두 환호성을 지르고, 바로 예약을 문의하는 전화가 걸려온다.  
조조는 빌과 결혼하고, 캣은 학비를 빌려주겠다는 리오나의 제안을 받아들이고, 데이지는 찰스의 사과를 받아들이고 화해한다.

## 출연
- 애너베스 기시 - 캐서린 "캣" 어룬조 역
- 줄리아 로버츠 - 데이지 어룬조 역
- 릴리 테일러 - 조서피나 "조조" 바보자 역
- 빈센트 도노프리오 - 윌리엄 빌 몬티호 역
- 윌리엄 R. 모지스 - 팀 트래버스 역
- 애덤 스토크 - 찰스 고든 윈저 주니어 역
- 컨차타 페럴 - 리오나 역
- 조애나 멀린 - 어룬조 부인 역 역
- 맷 데이먼 - 스티머 윈저 역

## 우리말 녹음
SBS 성우진 (1995년 10월 14일)
- 강희선 - 데이지(줄리아 로버츠)
- 김수희 - 캣(애너베스 기시)
- 성유진 - 조조(릴리 테일러)
- 문옥현
- 한규희
- 한상혁
- 이명숙
- 전국근
- 황정란
- 백순철
- 김영민
- 황미영
- 박규웅
- 박상훈
- 홍시호
- 서문석
- 임란